# Лисянка (річка)
Лисянка — річка в Україні у Черкаському районі Черкаської області. Ліва притока річки Ірклею (басейн Дніпра).

## Опис
Довжина річки 12 км, похил річки 3,4 м/км, площа басейну водозбору 60,1 км². Формується декількома струмками та загатами.

## Розташування
Бере початок у селі Вдовичине. Тече переважно на північний схід через село Іванівку і на північно-східній стороні від села Вершаці впадає в річку Ірклею, праву притоку річки Тясмину.

## Цікаві факти
- Біля села Іванівки річку перетинає автошлях Т 1217[3] (автомобільний шлях територіального значення в Кіровоградській та Черкаській областях. Проходить територією Кропивницького та Черкаського районів через Олександрівку — Бурякове до перетину з Р10. Загальна довжина — 30,8 км.).
- На річці існують водосховище та декілька газових свердловин[4], а у XIX столітті — декілька вітряних млинів[5].